# Karl Freund (Kunsthistoriker)
Karl Freund (* 9. Juli 1882 in Nußloch; † 25. August 1943 im KZ Auschwitz) war ein deutscher Kunsthistoriker.

## Leben
Karl Freund wurde als Sohn des Verwalters Max Freund im badischen Nussloch geboren. Dort und in Heidelberg besuchte er die Volksschule, bevor er wegen des Umzugs der Eltern ab 1891 das Ludwig-Georgs-Gymnasium in Darmstadt absolvierte. Nach dem Abitur studierte zunächst Jura in Heidelberg und München, dann neuere Philologie und Kunstgeschichte in Heidelberg, Berlin und Freiburg im Breisgau. 1906 wurde er in München in Kunstgeschichte mit einer Arbeit zur "Wand- und Tafelmalerei der Münchner Kunstzone im Ausgange des Mittelalters" promoviert.
1910 wurde er Volontär am Großherzoglich-Hessischen Landesmuseum in Darmstadt. Ab 1914 leistete er Kriegsdienst während des Ersten Weltkrieges und geriet später in russische Gefangenschaft. Nach Kriegsende war er ab 1919 Kustos am Hessischen Landesmuseum Darmstadt. 
Infolge der nationalsozialistischen Machtergreifung wurde er 1933 als Nichtarier entlassen. 1938 erfolgte die Deportation ins KZ Buchenwald. 1941 scheiterte die Emigration. Im März 1943 erfolgte die Verhaftung und Verbringung ins Darmstädter Rundeturmgefängnis. Vom Frankfurter Hauptbahnhof aus wurde er schließlich in das Konzentrationslager Auschwitz verschleppt und ermordet.

## Schriften (Auswahl)
- Wand- und Tafelmalerei der Münchener Kunstzone im Ausgange des Mittelalters. Darmstadt 1906 (zugleich Dissertation, München 1906; Digitalisat).
- mit Rudolf Schrey (Hrsg.): Zeichnungen aus dem Kupferstichkabinett des Hessischen Landesmuseums zu Darmstadt. Frankfurt am Main 1928–1929, OCLC 270104155.